# Roberto Lavagnini
Roberto Luigi Lavagnini (Bubbiano, 25 agosto 1934 – 11 settembre 2008) è stato un politico italiano.

## Biografia
Eletto per la prima volta deputato, con Forza Italia, alle elezioni politiche del 1994. Viene poi rieletto per altri due mandati nel 1996 e nel 2001. Dal 1994 al 2001 è stato membro (e vicepresidente dal 1998 al 2005) della IV Commissione difesa della Camera.